# Arrondissement de Dax
L'arrondissement de Dax est une division administrative française situé dans le département des Landes, en région Nouvelle-Aquitaine.

## Composition

### Découpage cantonal depuis 2015
L'arrondissement se compose de treize cantons représentant 152 communes : 
- canton d'Amou ;
- canton de Castets ;
- canton de Dax-Nord ;
- canton de Dax-Sud ;
- canton de Montfort-en-Chalosse ;
- canton de Mugron ;
- canton de Peyrehorade ;
- canton de Pouillon ;
- canton de Saint-Martin-de-Seignanx ;
- canton de Saint-Vincent-de-Tyrosse ;
- canton de Soustons ;
- canton de Tartas-Est ;
- canton de Tartas-Ouest.

### Découpage communal depuis 2015
Depuis 2015, le nombre de communes des arrondissements varie chaque année soit du fait du redécoupage cantonal de 2014 qui a conduit à l'ajustement de périmètres de certains arrondissements, soit à la suite de la création de communes nouvelles. Le nombre de communes de l'arrondissement de Dax est ainsi de 153 en 2015, 153 en 2016 et 152 en 2017.
Au 1er janvier 2024, l'arrondissement groupe les 152 communes suivantes :
1. Amou
2. Angoumé
3. Angresse
4. Argelos
5. Arsague
6. Audon
7. Azur
8. Baigts
9. Bassercles
10. Bastennes
11. Bégaar
12. Bélus
13. Bénesse-lès-Dax
14. Bénesse-Maremne
15. Bergouey
16. Beylongue
17. Beyries
18. Biarrotte
19. Biaudos
20. Bonnegarde
21. Brassempouy
22. Cagnotte
23. Candresse
24. Capbreton
25. Carcarès-Sainte-Croix
26. Carcen-Ponson
27. Cassen
28. Castaignos-Souslens
29. Castelnau-Chalosse
30. Castel-Sarrazin
31. Castets
32. Cauneille
33. Caupenne
34. Clermont
35. Dax
36. Doazit
37. Donzacq
38. Estibeaux
39. Gaas
40. Gamarde-les-Bains
41. Garrey
42. Gaujacq
43. Gibret
44. Goos
45. Gourbera
46. Gousse
47. Gouts
48. Habas
49. Hastingues
50. Hauriet
51. Herm
52. Heugas
53. Hinx
54. Josse
55. Labatut
56. Labenne
57. Lahosse
58. Laluque
59. Lamothe
60. Larbey
61. Laurède
62. Léon
63. Lesgor
64. Le Leuy
65. Lévignacq
66. Linxe
67. Lit-et-Mixe
68. Louer
69. Lourquen
70. Magescq
71. Marpaps
72. Maylis
73. Mées
74. Meilhan
75. Messanges
76. Mimbaste
77. Misson
78. Moliets-et-Maa
79. Montfort-en-Chalosse
80. Mouscardès
81. Mugron
82. Narrosse
83. Nassiet
84. Nerbis
85. Nousse
86. Oeyregave
87. Oeyreluy
88. Onard
89. Ondres
90. Orist
91. Orthevielle
92. Orx
93. Ossages
94. Ozourt
95. Pey
96. Peyrehorade
97. Pomarez
98. Pontonx-sur-l'Adour
99. Port-de-Lanne
100. Pouillon
101. Poyanne
102. Poyartin
103. Préchacq-les-Bains
104. Rion-des-Landes
105. Rivière-Saas-et-Gourby
106. Saint-André-de-Seignanx
107. Saint-Aubin
108. Saint-Barthélemy
109. Saint-Cricq-du-Gave
110. Saint-Étienne-d'Orthe
111. Saint-Geours-d'Auribat
112. Saint-Geours-de-Maremne
113. Saint-Jean-de-Lier
114. Saint-Jean-de-Marsacq
115. Saint-Julien-en-Born
116. Saint-Laurent-de-Gosse
117. Saint-Lon-les-Mines
118. Sainte-Marie-de-Gosse
119. Saint-Martin-de-Hinx
120. Saint-Martin-de-Seignanx
121. Saint-Michel-Escalus
122. Saint-Pandelon
123. Saint-Paul-lès-Dax
124. Saint-Vincent-de-Paul
125. Saint-Vincent-de-Tyrosse
126. Saint-Yaguen
127. Saubion
128. Saubrigues
129. Saubusse
130. Saugnac-et-Cambran
131. Seignosse
132. Seyresse
133. Siest
134. Soorts-Hossegor
135. Sorde-l'Abbaye
136. Sort-en-Chalosse
137. Souprosse
138. Soustons
139. Taller
140. Tarnos
141. Tartas
142. Tercis-les-Bains
143. Téthieu
144. Tilh
145. Tosse
146. Toulouzette
147. Uza
148. Vicq-d'Auribat
149. Vielle-Saint-Girons
150. Vieux-Boucau-les-Bains
151. Villenave
152. Yzosse

## Démographie
En 2022, l'arrondissement comptait 240 041 habitants.
| 1968    | 1975    | 1982    | 1990    | 1999    | 2006    | 2011    | 2016    | 2021    |
| ------- | ------- | ------- | ------- | ------- | ------- | ------- | ------- | ------- |
| 137 848 | 144 062 | 151 204 | 161 231 | 174 367 | 196 899 | 212 378 | 224 716 | 237 445 |

| 2022    | - | - | - | - | - | - | - | - |
| ------- | - | - | - | - | - | - | - | - |
| 240 041 | - | - | - | - | - | - | - | - |

## Sous-préfets
| Période           | Période           | Identité                 | Fonction précédente                                               | Observation                                                                            |
| ----------------- | ----------------- | ------------------------ | ----------------------------------------------------------------- | -------------------------------------------------------------------------------------- |
|                   |                   |                          |                                                                   |                                                                                        |
| 4 octobre 1830    | 3 février 1833    | Antoine Parran           |                                                                   | Nommé sous-préfet de Saintes                                                           |
|                   |                   |                          |                                                                   |                                                                                        |
| 9 mars 1848       | 3 juillet 1849    | Isidore-Bertrand Salles  | Secrétaire d'Achille Fould de 1846 à 1848                         | Nommé sous-préfet de Villefranche-de-Lauragais                                         |
|                   |                   |                          |                                                                   |                                                                                        |
| 25 mars 1879      | 30 mars 1881      | Louis Bezombes           | Sous-préfet d'Avallon                                             | Nommé sous-préfet de Brive                                                             |
| 30 mars 1881      | 26 décembre 1885  | Pierre Boutin            | Sous-préfet de Brive                                              | Remplacé                                                                               |
| 26 décembre 1885  | 11 janvier 1887   | Émile Waltz              | Sous-préfet d'Arcis-sur-Aube                                      | Nommé sous-préfet de Gray                                                              |
| 2 février 1887    | 22 mars 1889      | Alphonse Magon-barbaroux | Sous-préfet d'Yssingeaux                                          | Mis en disponibilité sur sa demande                                                    |
| 22 mars 1889      | 26 mars 1892      | Jean-Baptiste Plantié    | Sous-préfet de Bagnères-de-Bigorre                                | Nommé secrétaire général de la préfecture de Lot-et-Garonne                            |
| 26 mars 1892      | 13 septembre 1897 | Gaspard Moyne            | Sous-préfet de Saint-Marcellin                                    | Nommé secrétaire général de la préfecture de la Loire                                  |
| 13 septembre 1897 | 19 juillet 1898   | Jean-Baptiste Dupré      | Sous-préfet de Lectoure                                           | Nommé sous-préfet de Saint-Gaudens                                                     |
| 19 juillet 1898   | 5 avril 1899      | Césaire Dufay            | Sous-préfet de Sarlat                                             | Nommé sous-préfet de Brive                                                             |
| 5 avril 1899      | 5 septembre 1904  | Théophile Cornu          | Secrétaire général de la préfecture du Gard                       | Nommé sous-préfet de Béziers                                                           |
| 5 septembre 1904  | 31 août 1909      | Jean Duprat              | Sous-préfet de Mirande                                            | Remplacé                                                                               |
| 31 août 1909      | 22 mars 1911      | Pierre Bordes            | Chef de cabinet du préfet du Rhône                                | Devient chef adjoint du cabinet du ministre du commerce et de l'industrie Alfred Massé |
| 22 mars 1911      | 18 avril 1917     | François Sarrazin        | Sous-préfet de Millau                                             | Nommé sous-préfet de Libourne                                                          |
| 18 avril 1917     | 19 juin 1917      | Joseph Signoret          | Sous-préfet de Rochefort                                          | Remplacé                                                                               |
| 19 juin 1917      | 20 février 1921   | Edmond L'Hommedé         | Mobilisé                                                          | Nommé sous-préfet de Péronne                                                           |
| 20 février 1921   | 11 avril 1926     | Marius Vié               | Sous-préfet de La Flèche                                          | Nommé sous-préfet de Castres                                                           |
| 11 avril 1926     | 28 mai 1929       | Pierre Cassagneau        | Secrétaire général de la préfecture du Puy-de-Dôme                | Nommé préfet des Landes                                                                |
| 9 août 1929       | 31 mai 1930       | Paul Catalogne           | Sous-préfet de Tizi-Ouzou en Algérie française                    | Jamais installé. Nommé préfet de la Vendée                                             |
| 20 juin 1930      | 6 janvier 1931    | Louis Boucoiran          | Sous-préfet de Largentière                                        | Nommé Sous-préfet de Rambouillet                                                       |
| 6 février 1931    | 22 septembre 1934 | Pierre Fully             | Attaché à la préfecture des Landes                                | Nommé préfet du Territoire de Belfort                                                  |
| 28 septembre 1934 | 29 mars 1939      | Michel Laburthe          | Sous-préfet de Lure                                               | Retraite                                                                               |
| 8 février 1939    | 30 octobre 1940   | Emile Maljean            | Sous-préfet de Bagnères-de-Bigorre                                | Nommé sous-préfet de Nantua                                                            |
|                   |                   |                          |                                                                   |                                                                                        |
| 4 mars 1943       | 3 mai 1943        | Bernard Vaugon           | Chef adjoint de cabinet du préfet de police                       | Nommé decrétaire général de la préfecture de la Dordogne                               |
|                   |                   |                          |                                                                   |                                                                                        |
| 13 décembre 1944  | 6 août 1945       | Jean Chapel              | Directeur de cabinet du préfet de la région de Bordeaux           | Secrétaire général de la préfecture du Nord                                            |
| 6 août 1945       | 4 janvier 1946    | Jean Pougnet             | Sous-préfet de Mostaganem en Algérie française                    | Nomme préfet des Landes                                                                |
|                   |                   |                          |                                                                   |                                                                                        |
| 25 août 1950      | 12 novembre 1953  | Pierre Voitellier        | Sous-préfet de Langres                                            | Nommé sous-préfet de Dinan                                                             |
|                   |                   |                          |                                                                   |                                                                                        |
| 16 février 1968   | 29 octobre 1971   | Victor Bereaux           | Secrétaire général de la préfecture de Tarn-et-Garonne            | Nommé sous-préfet de Forbach                                                           |
|                   |                   |                          |                                                                   |                                                                                        |
|                   | 24 juillet 1992   | Paul Defarge-Lacroix     |                                                                   | Nommé sous-préfet de Pamiers                                                           |
| 24 juillet 1992   | 22 novembre 1994  | Christian Gueydan        | Sous-préfet de Château-Chinon                                     |                                                                                        |
| 22 novembre 1994  | 18 février 1998   | Jean-Claude Allard       | Secrétaire général de la préfecture du Cher                       | Nommé sous-préfet de Cherbourg                                                         |
| 18 février 1998   | 25 octobre 2001   | Jean-Pascal Cogez        | Sous-préfet de Calais                                             | Redevient inspecteur de l'administration                                               |
| 16 novembre 2001  | 24 février 2005   | Patrick Ferin            | Secrétaire général pour les affaires économiques de la Martinique | Nommé secrétaire général de la préfecture de la Loire                                  |
| 24 février 2005   | 29 juillet 2011   | Jacques Delpey           | Sous-préfet d'Istres                                              | Nommé sous-préfet d'Alès avant d'être révoqué 1 mois plus tard                         |
| 29 juillet 2011   | 1er novembre 2014 | Serge Jacob              |                                                                   |                                                                                        |
| 1er novembre 2014 | 14 décembre 2015  | Philippe Malizard        |                                                                   |                                                                                        |
| 19 janvier 2016   | 30 juillet 2018   | Lucien Giudicelli        | Secrétaire général de la préfecture de la Charente                | Nommé sous-préfet de Saint-Pierre de La Réunion                                        |
| 31 juillet 2018   | En cours          | Véronique Deprez-Boudier |                                                                   |                                                                                        |